# Procapra gutturosa
Procapra gutturosa är ett däggdjur i släktet getgaseller som förekommer i centrala Asien.
Epitet i det vetenskapliga namnet, gutturosa, är sammansatt av de latinska orden guttur (svalg) och –osus (fullt, helt). Det syftar på hannarnas svalg som är uppsvullen under parningstiden.

## Kännetecken
Arten liknar de två andra getgasellerna men är något större och robustare. Den når en mankhöjd omkring 75 cm och en vikt vid 40 kg. Pälsen är på ovansidan ljusbrun med orange och röda inslag. Under vinterhalvåret är individerna allmänt blekare än under sommaren. Vid buken är djuret vitaktigt. Det finns en hjärtformig vit fläck på individernas bakdel. Bara hannar bär horn som är upp till 20 cm långa. Hornen är inte lika tydlig böjd som hos tibetansk getgasell eller Procapra przewalskii. Kroppslängden ligger mellan 100 och 150 cm och därtill kommer en 8 till 12 cm lång svans.

## Utbredning och habitat
Procapra gutturosa förekommer i centralasiatiska stäpper. Artens ursprungliga levnadsområde sträckte sig fram till början av 1900-talet från dalgången av floden Irtysj i nordöstra Kazakstan österut över större delar av Mongoliet och över åtta provinser av norra Kina (Sinkiang, Gansu, Ningxia, Hebei, Shaanxi, Inre Mongoliet, Heilongjiang och Jilin) till slättlandet kring Peking.
I regionen som idag tillhör Ryssland förekom arten ursprungligen vid tre ställen: den första är en liten stäpp i bergstrakten Altaj, den andra i södra delen av delrepubliken Tuva och den tredje i Daurien mellan floderna Onon och Argun. Idag finns Procapra gutturosa bara i det tredje området kvar. Sedan 1950 räknas även populationen söder om Kinesiska muren och populationen i Kazakstan som utdött. I Kina finns arten bara i Inre Mongoliet kvar. Beståndet tillbakagång träffade även större delar av västra Mongoliet. Procapra gutturosa är däremot vanlig i de östra provinserna: Dornod, Süchbaatar, Chentij, Dornogobi och Ömnögobi.

## Bestånd
Under 1940-talet uppskattades artens bestånd med 1,5 miljoner individer. Vid denna tid jagades varje år 100 000 individer för köttets, hornens och hudens skull. På grund av det stora jakttrycket blev Procapra gutturosa i västra och centrala Mongoliet allt mer sällsynt. I Kazakstan och andra delar av levnadsområdet försvann arten helt. Stäppen mellan floderna Onon och Argun uppsöks av arten bara under vandringar. En uppskattning från 1993 angav 300 000 individer i östra delar av Mongoliet och nästan lika många i norra Kina. Andra uppskattningar som publicerades 1996 respektive 2000 nämnde däremot upp till 2,7 miljoner individer. IUCN listar Procapra gutturosa som livskraftig (least concern).

## Levnadssätt
Denna getgasell vistas främst i låglandet, på platåer eller i kuperade områden. Under vintern är individerna antagligen främst aktiva på dagen medan de under sommaren föredrar gryningen och skymningen. Under letandet efter föda vandrar Procapra gutturosa genom stora regioner och så är levnadsområdet för enskilda individer ofta flera hundra kvadratkilometer stort. Vandringarna beror även på väderförhållanden. Under sommaren utgörs en hjord vanligen av 20 till 30 individer medan antalet under vintern ligger omkring 100 individer. I flocken är könen inte skilda från varandra. Vid utsökta ställen syns under vandringen upp till tusen individer tillsammans.
Födan utgörs av gräs och andra växtdelar.
Dräktiga honor lämnar under sommaren sin flock och ansluter något senare efter ungdjurets födelse. Parningen sker under senhösten eller tidig vinter. Hannarna får en uppsvullen svalg och strider med varandra om rätten att para sig. Dräktigheten varar omkring 185 dagar och vanligen föds ett enda ungdjur per kull, ibland två och mycket sällan tre.